# Фостер Тауншип (округ Лузерн, Пенсільванія)
Фостер Тауншип (англ. Foster Township) — селище (англ. township) в США, в окрузі Лузерн штату Пенсільванія. Населення — 3408 осіб (2020).

## Демографія
Згідно з переписом 2010 року, у селищі мешкало 3467 осіб у 1456 домогосподарствах у складі 921 родини. Було 1980 помешкань
Расовий склад населення:
| - 96,9 % — білих - 1,2 % — чорних або афроамериканців - 0,3 % — корінних американців - 0,2 % — азіатів |

До двох чи більше рас належало 0,7 %. Частка іспаномовних становила 2,8 % від усіх жителів.
За віковим діапазоном населення розподілялося таким чином: 17,0 % — особи молодші 18 років, 63,9 % — особи у віці 18—64 років, 19,1 % — особи у віці 65 років та старші. Медіана віку мешканця становила 47,8 року. На 100 осіб жіночої статі у селищі припадало 106,4 чоловіків;  на 100 жінок у віці від 18 років та старших — 106,5 чоловіків також старших 18 років.
Середній дохід на одне домашнє господарство  становив 49 383 долари США (медіана — 44 913), а середній дохід на одну сім'ю — 57 616 доларів (медіана — 52 540). Медіана доходів становила 43 059 доларів для чоловіків та 32 759 доларів для жінок. За межею бідності перебувало 10,6 % осіб, у тому числі 14,2 % дітей у віці до 18 років та 12,6 % осіб у віці 65 років та старших.
Цивільне працевлаштоване населення становило 1651 особа. Основні галузі зайнятості: освіта, охорона здоров'я та соціальна допомога — 33,2 %, виробництво — 19,6 %, транспорт — 8,5 %, науковці, спеціалісти, менеджери — 8,3 %.